# Castine (Ohio)
Pour les articles homonymes, voir Castine.
Castine est un village américain situé dans le comté de Darke, dans l'Ohio. Selon le recensement de 2010, sa population est de 130 habitants.